# امطوقة (المضاربة والعارة)

تعديل مصدري - تعديل

امطوقـة هي إحدى قرى عزلة المضاربة بمديرية المضاربة والعارة التابعة لمحافظة لحج، بلغ تعداد سكانها 46 نسمة حسب تعداد اليمن لعام 2004.